# Byttneria weberbaueri
Byttneria weberbaueri är en malvaväxtart som beskrevs av Gottfried Wilhelm Johannes Mildbraed. Byttneria weberbaueri ingår i släktet Byttneria och familjen malvaväxter. Inga underarter finns listade i Catalogue of Life.